# キャサリン・ケルナー
キャサリン・ケルナー（Catherine Kellner, 1970年10月2日 - ）は、アメリカ合衆国ニューヨーク出身の女優である。

## 出演作品

### テレビ
- LAW&ORDER クリミナル・インテント
- ハイ・インシデント/警察ファイルJ

### 映画
- パール・ハーバー
- 200本のたばこ
- レストラン
- ローズウッド
- 彼女と僕のいた場所